# Världscupen i längdåkning 2000/2001
Världscupen i längdåkning 2000/2001 inleddes i Beitostölen i Norge 25 november 2000 och avslutades i Kuopio i Finland 25 mars 2001. Vinnare av totala världscupen blev Per Elofsson från Sverige på herrsidan och Julia Tjepalova från Ryssland på damsidan.

## Tävlingskalender

### Herrar
| Placering | Datum                          | Plats          | Distans                                     | Etta                                        | Tvåa                                        | Trea                                        |
| --------- | ------------------------------ | -------------- | ------------------------------------------- | ------------------------------------------- | ------------------------------------------- | ------------------------------------------- |
| 1.        | 25 november 2000               | Beitostølen    | 15 kilometer klassisk stil                  | Odd-Bjørn Hjelmeset                         | Thomas Alsgaard                             | Johann Mühlegg                              |
| 2.        | 26 november 2000               | Beitostølen    | Stafett 4 × 10 kilometer                    | -                                           | -                                           | -                                           |
| 3.        | 29 november 2000               | Beitostølen    | 10 kilometer fristil                        | Per Elofsson                                | Sami Repo                                   | Thomas Alsgaard                             |
| 4.        | 8 december 2000                | Santa Caterina | 15 kilometer fristil                        | Per Elofsson                                | Vincent Vittoz                              | Tor Arne Hetland                            |
| 5.        | 9 december 2000                | Santa Caterina | Stafett 4 x 5 kilometer                     | -                                           | -                                           | -                                           |
| 6.        | 13 december 2000               | Clusone        | Sprintstafett fristil                       | -                                           | -                                           | -                                           |
| 7.        | 16 december 2000               | Brusson        | 2 x 10 kilometer jaktstart                  | Per Elofsson                                | Johann Mühlegg                              | Vincent Vittoz                              |
| 8.        | 17 december 2000               | Brusson        | Sprint fristil                              | Thomas Alsgaard                             | Jan Jacob Verdenius                         | Cristian Zorzi                              |
| 9.        | 20 december 2000               | Davos          | 30 kilometer klassisk stil                  | Mika Myllylä                                | Michail Ivanov                              | Odd-Bjørn Hjelmeset                         |
| 10.       | 28 december 2000               | Engelberg      | Sprintklassisk stil                         | Jan Jacob Verdenius                         | Tor Arne Hetland                            | Giorgio Di Centa                            |
| 11.       | 29 december 2000               | Engelberg      | Sprint fristil                              | Tor Arne Hetland                            | Cristian Zorzi                              | Håvard Solbakken                            |
| 12.       | 10 januari 2001                | Soldier Hollow | 30 kilometer fristil (masstart)             | Johann Mühlegg                              | Christian Hoffmann                          | René Sommerfeldt                            |
| 13.       | 13 januari 2001                | Soldier Hollow | 15 kilometer klassisk stil                  | Johann Mühlegg                              | Michail Botvinov                            | Fulvio Valbusa                              |
| 14.       | 14 januari 2001                | Soldier Hollow | Sprint fristil                              | -                                           | -                                           | -                                           |
| 15.       | 1 februari 2001                | Asiago         | Sprint fristil                              | Odd-Bjørn Hjelmeset                         | Trond Iversen                               | Jens Arne Svartedal                         |
| 16.       | 4 februari 2001                | Nové Město     | Sprint fristil                              | Morten Brørs                                | Trond Einar Elden                           | Ari Palolahti                               |
| 17.       | 10 februari 2001               | Otepää         | 10 kilometer klassisk stil                  | Thomas Alsgaard                             | Per Elofsson                                | Janne Immonen                               |
| VM        | 15 februari - 25 februari 2001 | Lahtis         | Världsmästerskapen i nordisk skidsport 2001 | Världsmästerskapen i nordisk skidsport 2001 | Världsmästerskapen i nordisk skidsport 2001 | Världsmästerskapen i nordisk skidsport 2001 |
| 18.       | 4 mars 2001                    | Kavgolovo      | 15 kilometer fristil                        | Per Elofsson                                | Michail Botvinov                            | Aleksej Prokurorov                          |
| 19.       | 7 mars 2001                    | Oslo           | Sprintklassisk stil                         | Thomas Alsgaard                             | Thoralf Heimdall                            | Jan Jacob Verdenius                         |
| 20.       | 10 mars 2001                   | Oslo           | 50 kilometer klassisk stil                  | Per Elofsson                                | Anders Aukland                              | Frode Estil                                 |
| 21.       | 14 mars 2001                   | Borlänge       | 10 kilometer fristil                        | Per Elofsson                                | Pietro Piller Cottrer                       | Johann Mühlegg                              |
| 22.       | 17 mars 2001                   | Falun          | 15 kilometer klassisk stil                  | Michail Ivanov                              | Frode Estil                                 | Kristen Skjeldal                            |
| 23.       | 18 mars 2001                   | Falun          | Stafett 4 x 10 kilometer                    | -                                           | -                                           | -                                           |
| 24.       | 25 mars 2001                   | Kuopio         | 60 kilometer fristil                        | Sergej Dolidovich                           | Pietro Piller Cottrer                       | Michail Ivanov                              |

### Damer
| Placering | Datum                          | Plats          | Distans                                     | Etta                                                                         | Tvåa                                                                   | Trea                                                                |
| --------- | ------------------------------ | -------------- | ------------------------------------------- | ---------------------------------------------------------------------------- | ---------------------------------------------------------------------- | ------------------------------------------------------------------- |
| 1.        | 25 november 2000               | Beitostølen    | 10 kilometer klassisk stil                  | Bente Skari                                                                  | Kaisa Varis                                                            | Stefania Belmondo                                                   |
| 2.        | 26 november 2000               | Beitostølen    | Stafett 4 × 5 kilometer                     | FinlandPirjo Manninen Milla Jauho Virpi Kuitunen Kaisa Varis                 | RysslandOlga Danilova Ljubov Jegorova Larisa Lazutina Julija Tjepalova | SverigeLina Andersson Karin Öhman Carin Holmberg Mariana Handler    |
| 3.        | 29 november 2000               | Beitostølen    | 5 kilometer fristil                         | Kaisa Varis                                                                  | Stefania Belmondo                                                      | Kristina Šmigun                                                     |
| 4.        | 8 december 2000                | Santa Caterina | 10 kilometer fristil                        | Julija Tjepalova                                                             | Stefania Belmondo                                                      | Larisa Lazutina                                                     |
| 5.        | 9 december 2000                | Santa Caterina | Stafett 4 x 3 km                            | RysslandNina Gavriljuk Olga Savjalova Larisa Lazutina Julija Tjepalova       | NorgeTina Bay Bente Skari Elin Nilsen Hilde G. Pedersen                | FinlandPirjo Manninen Satu Salonen Virpi Kuitunen Milla Jauho       |
| 6.        | 13 december 2000               | Clusone        | Sprintstafett fristil                       | RysslandOlga Savjalova Julija Tjepalova                                      | ItalienSabina Valbusa Stefania Belmondo                                | Ryssland IIIIrina Skladneva Olga Moskalenko                         |
| 7.        | 16 december 2000               | Brusson        | 10 kilometer klassisk stil                  | Bente Skari                                                                  | Olga Danilova                                                          | Larisa Lazutina                                                     |
| 8.        | 17 december 2000               | Brusson        | Sprint fristil                              | Pirjo Manninen                                                               | Kateřina Neumannová                                                    | Virpi Kuitunen                                                      |
| 9.        | 20 december 2000               | Davos          | 15 kilometer klassisk stil                  | Julija Tjepalova                                                             | Bente Skari                                                            | Kristina Šmigun                                                     |
| 10.       | 28 december 2000               | Engelberg      | Sprintklassisk stil                         | Bente Skari                                                                  | Pirjo Manninen                                                         | Nina Gavriljuk                                                      |
| 11.       | 29 december 2000               | Engelberg      | Sprint fristil                              | Pirjo Manninen                                                               | Julija Tjepalova                                                       | Stefania Belmondo                                                   |
| 12.       | 10 januari 2001                | Soldier Hollow | 2 x 5 kilometer jaktstart                   | Kateřina Neumannová                                                          | Gabriella Paruzzi                                                      | Stefania Belmondo                                                   |
| 13.       | 13 januari 2001                | Soldier Hollow | Stafett 4 x 5 kilometer                     | ItalienSabina Valbusa Gabriella Paruzzi Cristina Paluselli Stefania Belmondo | KanadaSara Renner Milaine Theriault Beckie Scott Amanda Fortier        | FinlandMari Rauhala Kirsi Välimaa Riikka Sirviö Aino-Kaisa Saarinen |
| 14.       | 14 januari 2001                | Soldier Hollow | Sprint fristil                              | Bente Skari                                                                  | Manuela Henkel                                                         | Beckie Scott                                                        |
| 15.       | 1 februari 2001                | Asiago         | Sprint fristil                              | Bente Skari                                                                  | Anita Moen                                                             | Petra Majdič                                                        |
| 16.       | 4 februari 2001                | Nové Město     | Sprint fristil                              | Julija Tjepalova                                                             | Anita Moen                                                             | Claudia Künzel                                                      |
| 17.       | 10 februari 2001               | Otepää         | 5 kilometer klassisk stil                   | Bente Skari                                                                  | Virpi Kuitunen                                                         | Olga Danilova                                                       |
| VM        | 15 februari - 25 februari 2001 | Lahtis         | Världsmästerskapen i nordisk skidsport 2001 | Världsmästerskapen i nordisk skidsport 2001                                  | Världsmästerskapen i nordisk skidsport 2001                            | Världsmästerskapen i nordisk skidsport 2001                         |
| 18.       | 4 mars 2001                    | Kavgolovo      | 15 kilometer fristil                        | Julija Tjepalova                                                             | Larisa Lazutina                                                        | Stefania Belmondo                                                   |
| 19.       | 7 mars 2001                    | Oslo           | Sprintklassisk stil                         | Pirjo Manninen                                                               | Bente Skari                                                            | Lina Andersson                                                      |
| 20.       | 10 mars 2001                   | Oslo           | 30 kilometer klassisk stil                  | Larisa Lazutina                                                              | Bente Skari                                                            | Olga Savjalova                                                      |
| 21.       | 14 mars 2001                   | Borlänge       | 5 kilometer fristil                         | Julija Tjepalova                                                             | Jelena Burukina                                                        | Larisa Lazutina                                                     |
| 22.       | 17 mars 2001                   | Falun          | 10 kilometer fristil                        | Julija Tjepalova                                                             | Larisa Lazutina                                                        | Olga Savjalova                                                      |
| 23.       | 18 mars 2001                   | Falun          | 10 kilometer klassisk stil                  | Larisa Lazutina                                                              | Bente Skari                                                            | Julija Tjepalova                                                    |
| 24.       | 25 mars 2001                   | Kuopio         | 40 kilometer fristil                        | Julija Tjepalova                                                             | Olga Savjalova                                                         | Larisa Lazutina                                                     |

## Slutställning

### Herrar
| Placering | Åkare                 | Poäng |
| 1.        | Per Elofsson          | 763   |
| 2.        | Johann Mühlegg        | 603   |
| 3.        | Thomas Alsgaard       | 474   |
| 4.        | Pietro Piller Cottrer | 456   |
| 5.        | Odd-Bjørn Hjelmeset   | 439   |
| 6.        | René Sommerfeldt      | 384   |
| 7.        | Fulvio Valbusa        | 378   |
| 8.        | Frode Estil           | 370   |
| 9.        | Kristen Skjeldal      | 363   |
| 10.       | Michail Botvinov      | 346   |

| Placering | Åkare               | Poäng |
| 1.        | Jan Jacob Verdenius | 321   |
| 2.        | Cristian Zorzi      | 288   |
| 3.        | Tor Arne Hetland    | 239   |
| 4.        | Morten Brørs        | 214   |
| 5.        | Trond Einar Elden   | 212   |
| 6.        | Thomas Alsgaard     | 200   |
| 7.        | Håvard Bjerkeli     | 177   |
| 8.        | Thobias Fredriksson | 161   |
| 9.        | Fulvio Valbusa      | 154   |
| 10.       | Håvard Solbakken    | 152   |

### Damer
| Placering | Åkare               | Poäng |
| 1.        | Julija Tjepalova    | 1106  |
| 2.        | Bente Skari         | 990   |
| 3.        | Larisa Lazutina     | 893   |
| 4.        | Stefania Belmondo   | 785   |
| 5.        | Olga Savjalova      | 529   |
| 6.        | Gabriella Paruzzi   | 528   |
| 7.        | Olga Danilova       | 502   |
| 8.        | Nina Gavriljuk      | 481   |
| 9.        | Kateřina Neumannová | 435   |
| 10.       | Kristina Šmigun     | 352   |
| . . .     |                     |       |
| 105.      | Dorota Kwaśny       | 4     |

| Placering | Åkare             | Poäng |
| 1.        | Bente Skari       | 430   |
| 2.        | Pirjo Manninen    | 380   |
| 3.        | Manuela Henkel    | 259   |
| 4.        | Julija Tjepalova  | 256   |
| =.        | Anita Moen        | 256   |
| 6.        | Gabriella Paruzzi | 185   |
| 7.        | Stefania Belmondo | 164   |
| 8.        | Karin Moroder     | 161   |
| 9.        | Claudia Künzel    | 139   |
| 10.       | Elina Hietamäki   | 136   |
| . . .     |                   |       |
| 83.       | Dorota Kwaśny     | 0     |

### Fotnoter
1. 1 2  Tävlingarna flyttades från Lillehammer
2. 1 2   Ersatte de inställda tävlingarna i Garmisch-Partenkirchen